# سارا جین آندروود
سارا جین آندروود، (به انگلیسی: Sara Jean Underwood) متولد ۲۶ مارس ۱۹۸۴ میلادی، در پرتلند در اورگان، بازیگر آمریکایی و پلی‌میت، در ماه ژوئیه ۲۰۰۶ و همچنین، سال ۲۰۰۷ میلادی است. در همین باره، او درباره خودش، گفت: 
من فکر نمی‌کردم که به اندازه کافی، جذاب باشم.
 او، نخستین بار، در اکتبر ۲۰۰۵ میلادی در مجله پلی بوی، ظاهر شد. او، در جوانی، علاوه بر علاقه به بازی در فوتبال آمریکایی، در فروش تجهیزات ساخت و ساز و همچنین رستورانهای زنجیره ای، تجربه کسب کرده است. همچنین، او در سریال دخترهای همسایه، به ایفای نقش پرداخته است.